# Präsidentschaftswahl in den Vereinigten Staaten 1976
Die 48. Wahl des Präsidenten der Vereinigten Staaten von Amerika fand am 2. November 1976, statt. Gewählt wurde der Demokrat Jimmy Carter, der den amtierenden Präsidenten Gerald Ford von der Republikanischen Partei in einer recht knappen Wahl schlagen konnte.

## Kandidaten

### Republikaner
Republikanische Kandidaten:

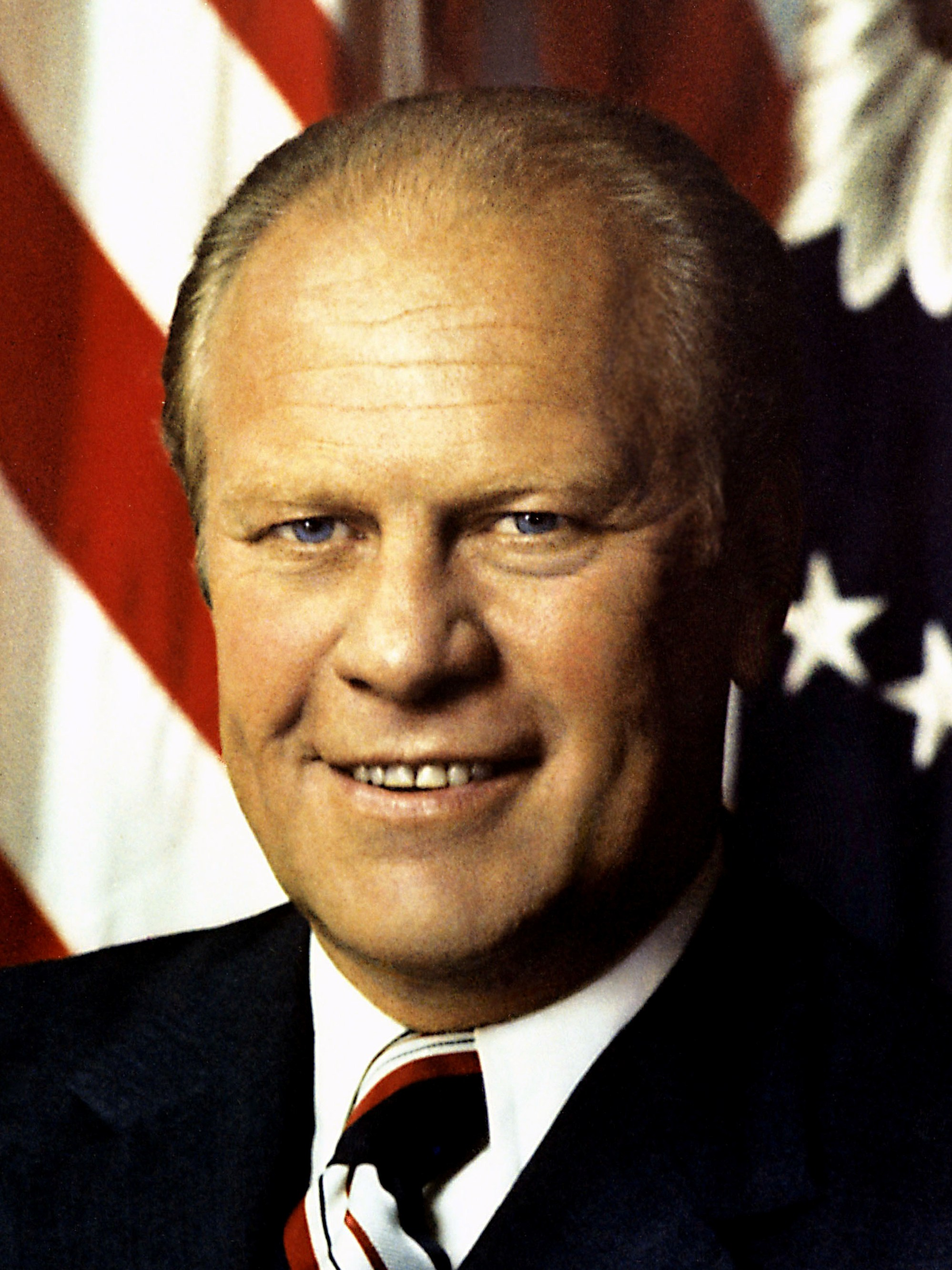
Präsident Gerald Ford aus Michigan
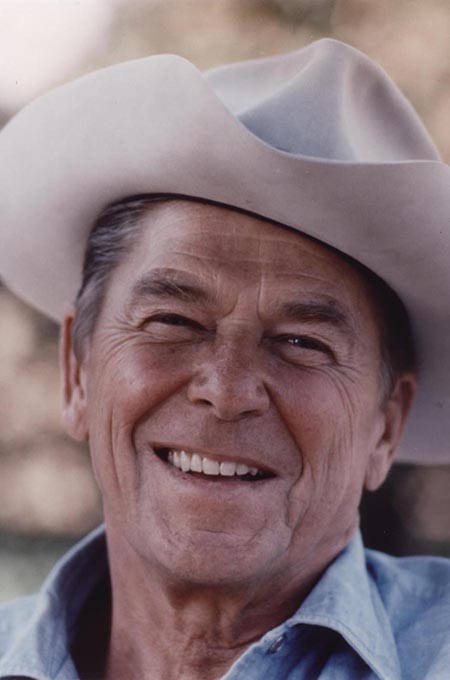
Ehemaliger Gouverneur Ronald Reagan aus Kalifornien

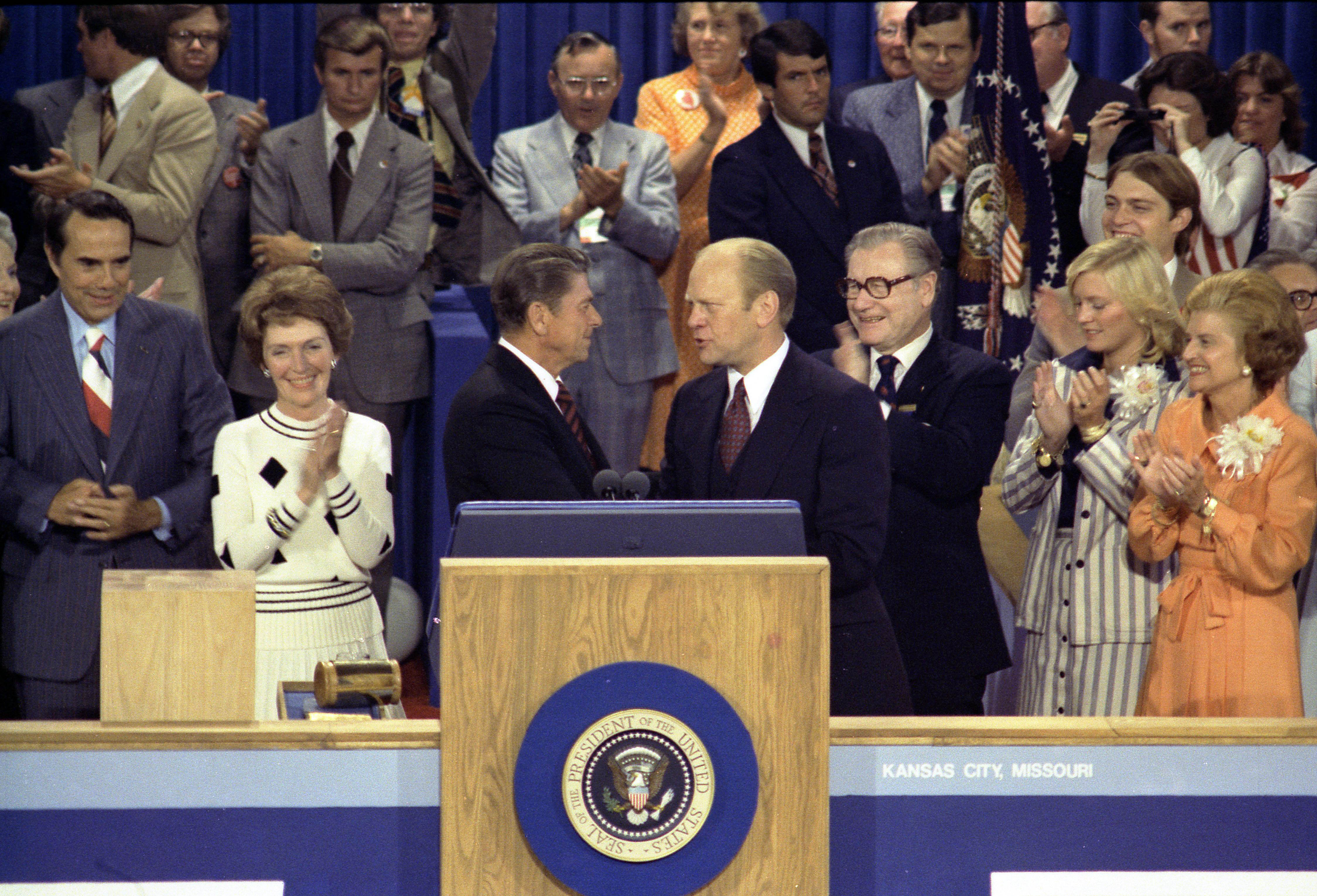
Gerald Ford (rechts) und Ronald Reagan auf dem Parteitag am 19. August 1976, der Ford als Kandidaten nominierte

Die Republikanische Partei nominierte Gerald Ford, der im August 1974 nach dem Rücktritt Richard Nixons im Zuge der Watergate-Affäre das Präsidentenamt übernommen hatte.
Ford war im Vorwahlkampf von Ronald Reagan, dem Ex-Gouverneur von Kalifornien, hart bedrängt worden. Reagan kritisierte Ford – dessen Amtsbonus als nicht vom Volk gewählter Präsident geringer als üblich war – vor allem wegen dessen angeblich mangelhafter Unterstützung Südvietnams in der Endphase des Vietnamkrieges und seiner vermeintlich zu nachgiebigen Haltung gegenüber der Sowjetunion im Zuge der bereits von Nixon eingeleiteten Entspannungspolitik. Innenpolitisch vertrat er deutlich konservativere Positionen als der gemäßigte Ford. Dem Präsidenten gelang es zwar, die ersten Vorwahlen für sich zu entscheiden, mit klaren Siegen Reagans im Süden, vor allem bei der Vorwahl in Texas, kehrte sich jedoch der Trend um. Am Ende der Vorwahlsaison war der Vorsprung Fords zu gering, um einen Sieg auf dem Parteitag schon im ersten Wahlgang, wo die Delegierten noch gemäß den Vorwahlergebnissen abstimmen mussten, zu garantieren. Reagan versuchte daher, durch die Nominierung des moderaten Senators Richard Schweiker aus Pennsylvania als seinem Vizepräsidentschaftskandidaten noch Stimmen aus dem Ford-Lager für sich zu gewinnen. Das Manöver schlug jedoch fehl und kostete ihn überdies die Unterstützung einiger konservativer Delegierter, weshalb er die Abstimmung im ersten Durchgang knapp verlor. Durch eine gelungene Parteitagsrede, die nach Ansicht etlicher Delegierter jene Fords übertraf, hielt er sich jedoch alle Möglichkeiten für die Zukunft offen.
Für das Amt des Vizepräsidenten wählten die Republikaner den Senator Bob Dole. Der bisherige – von Ford ernannte – Vizepräsident Nelson Rockefeller verzichtete auf eine Kandidatur für sein Amt. Der liberale Rockefeller wurde im Vorfeld als zu große Belastung für Ford angesehen, der sich zunächst gegen den konservativen Reagan durchsetzen musste.

### Demokraten
Demokratische Kandidaten:

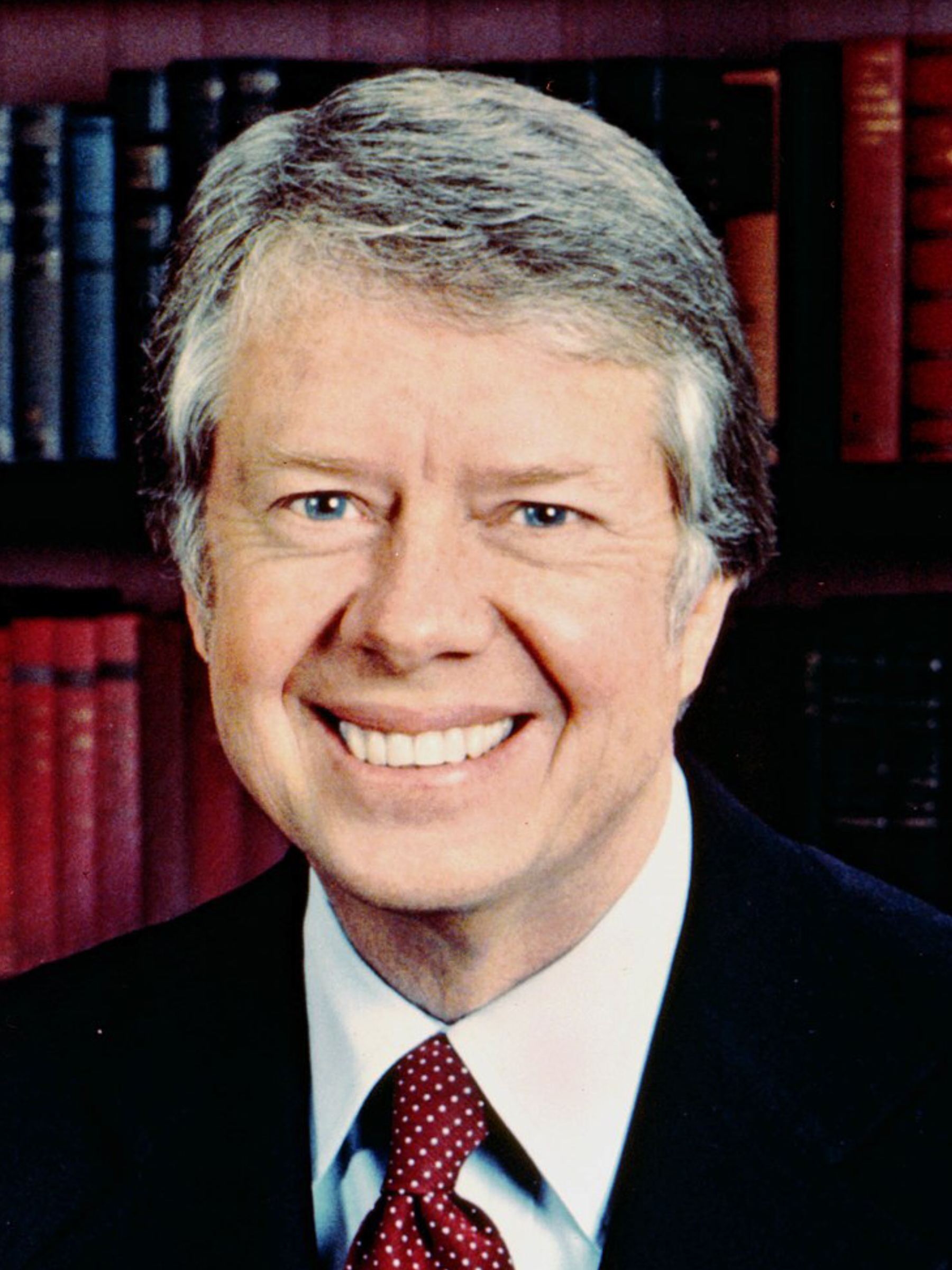
Ehemaliger Gouverneur Jimmy Carter aus Georgia
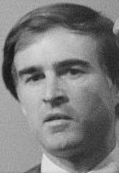
Gouverneur Jerry Brown aus Kalifornien
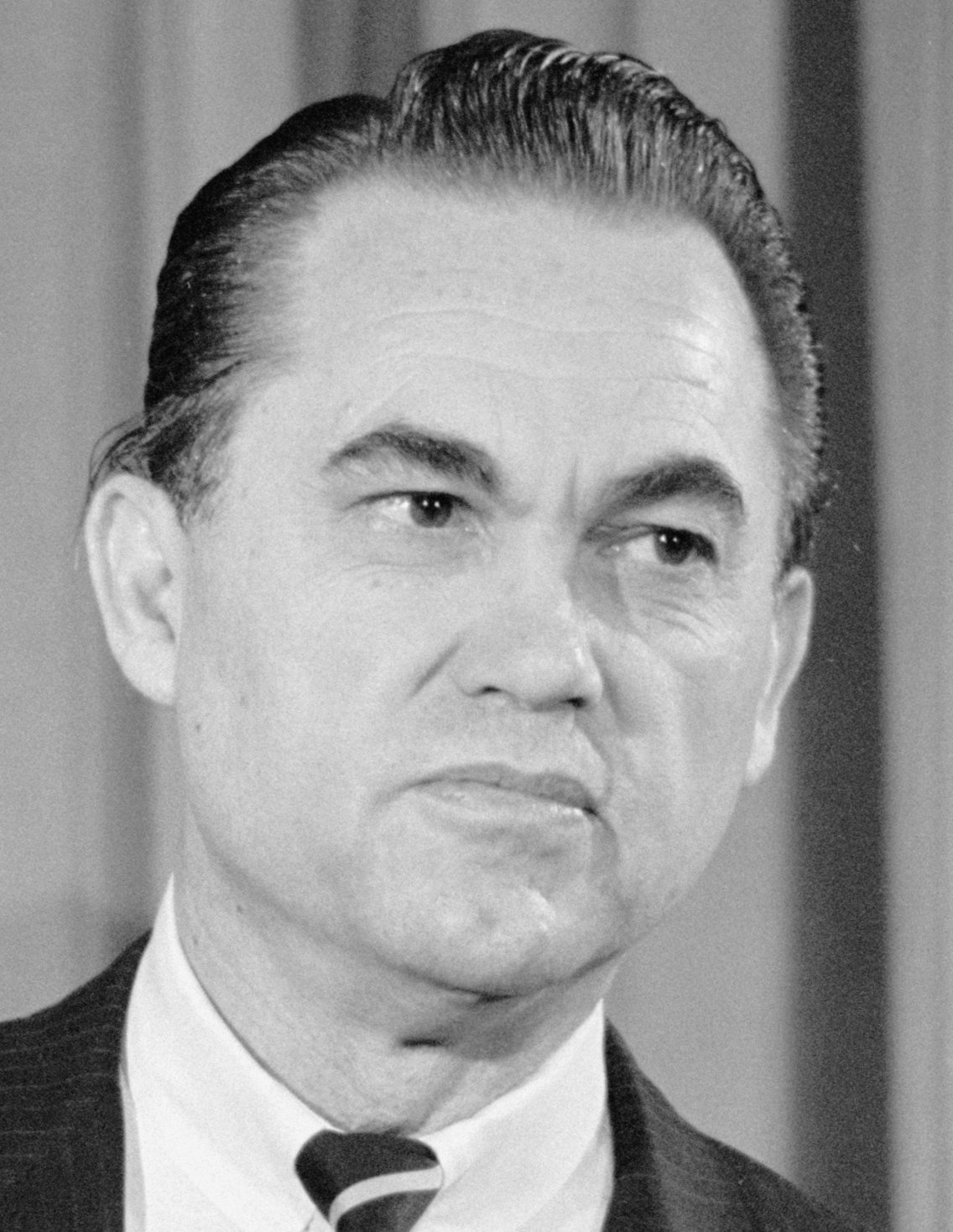
Gouverneur George Wallace aus Alabama
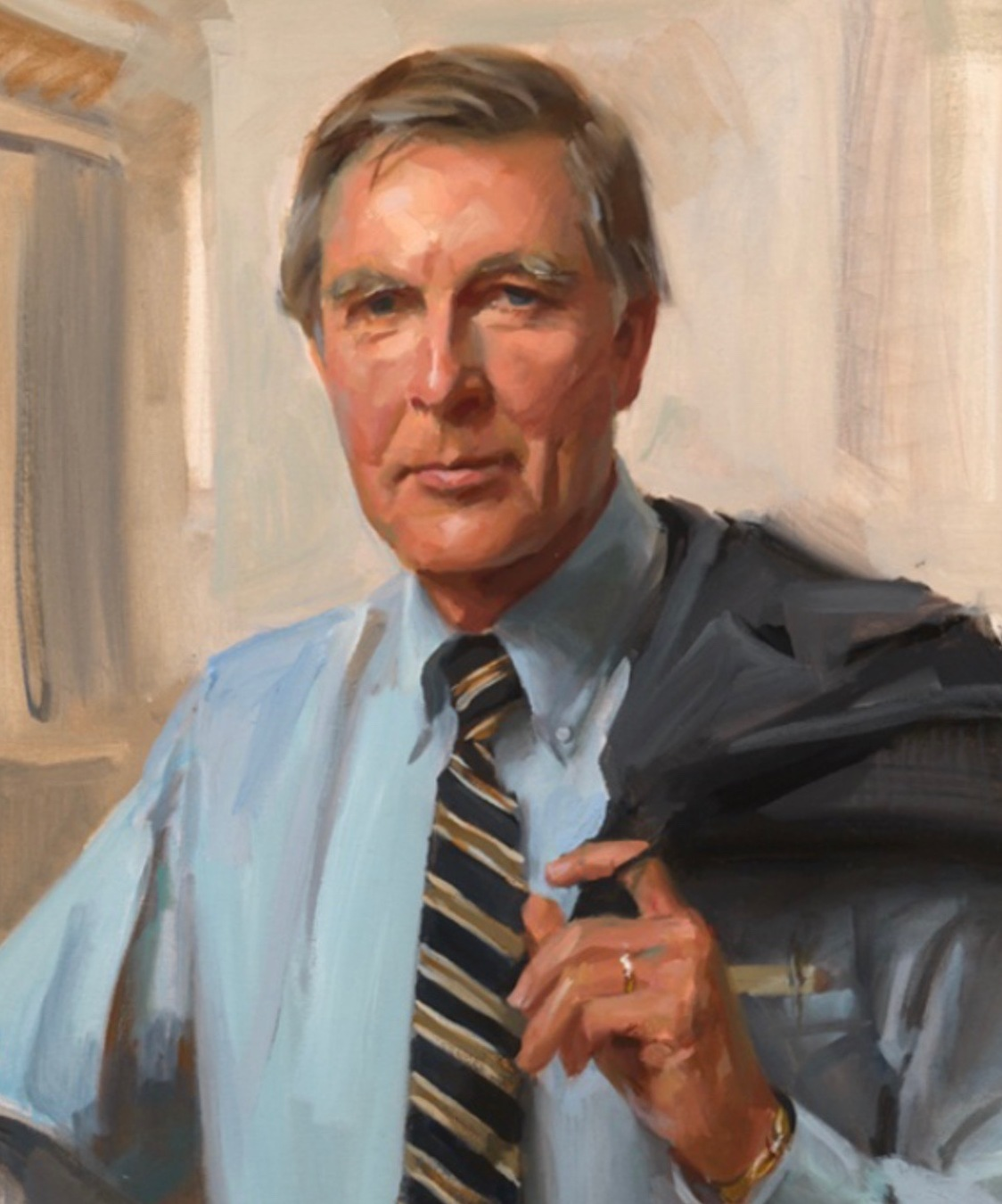
Abgeordneter Mo Udall aus Arizona
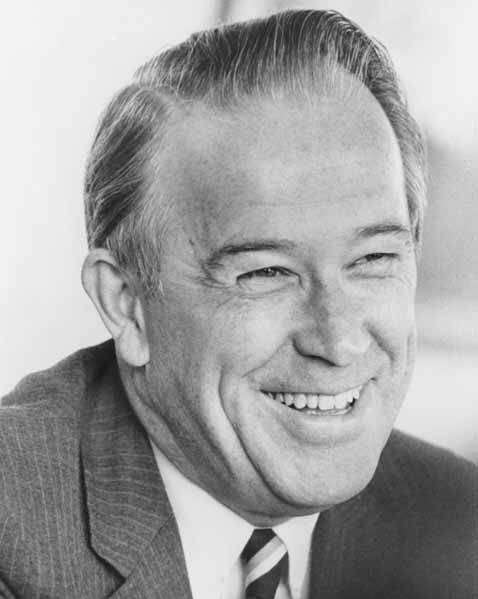
Senator Henry M. Jackson aus Washington
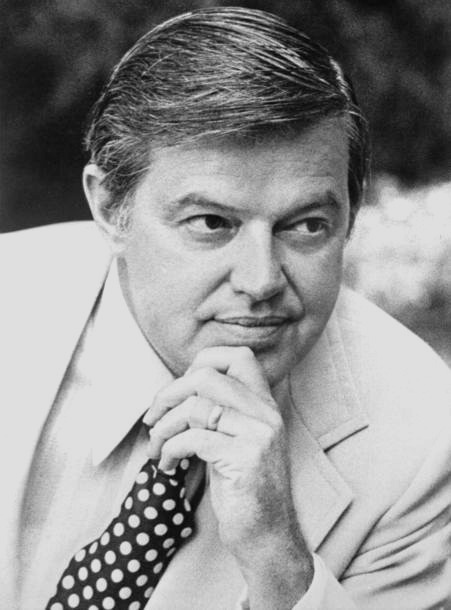
Senator Frank Church aus Idaho
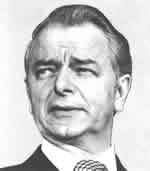
Senator Robert Byrd aus West Virginia
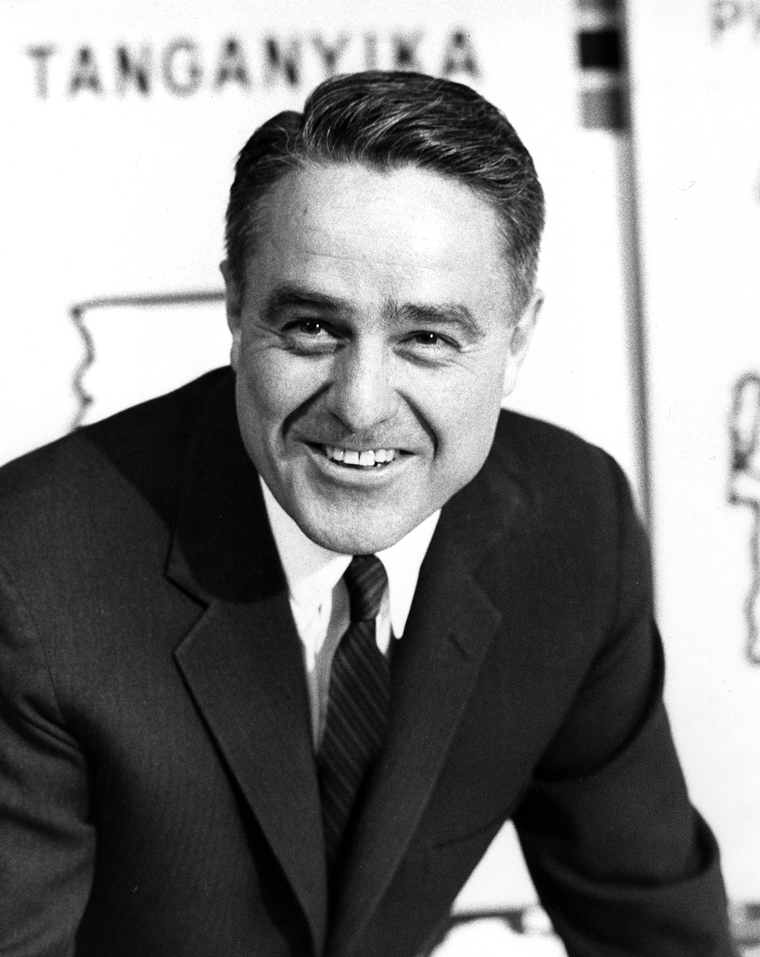
Ehem. Botschafter Sargent Shriver aus Maryland
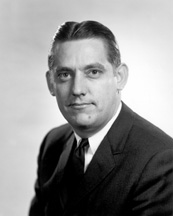
Ehemaliger Senator Fred R. Harris aus Oklahoma
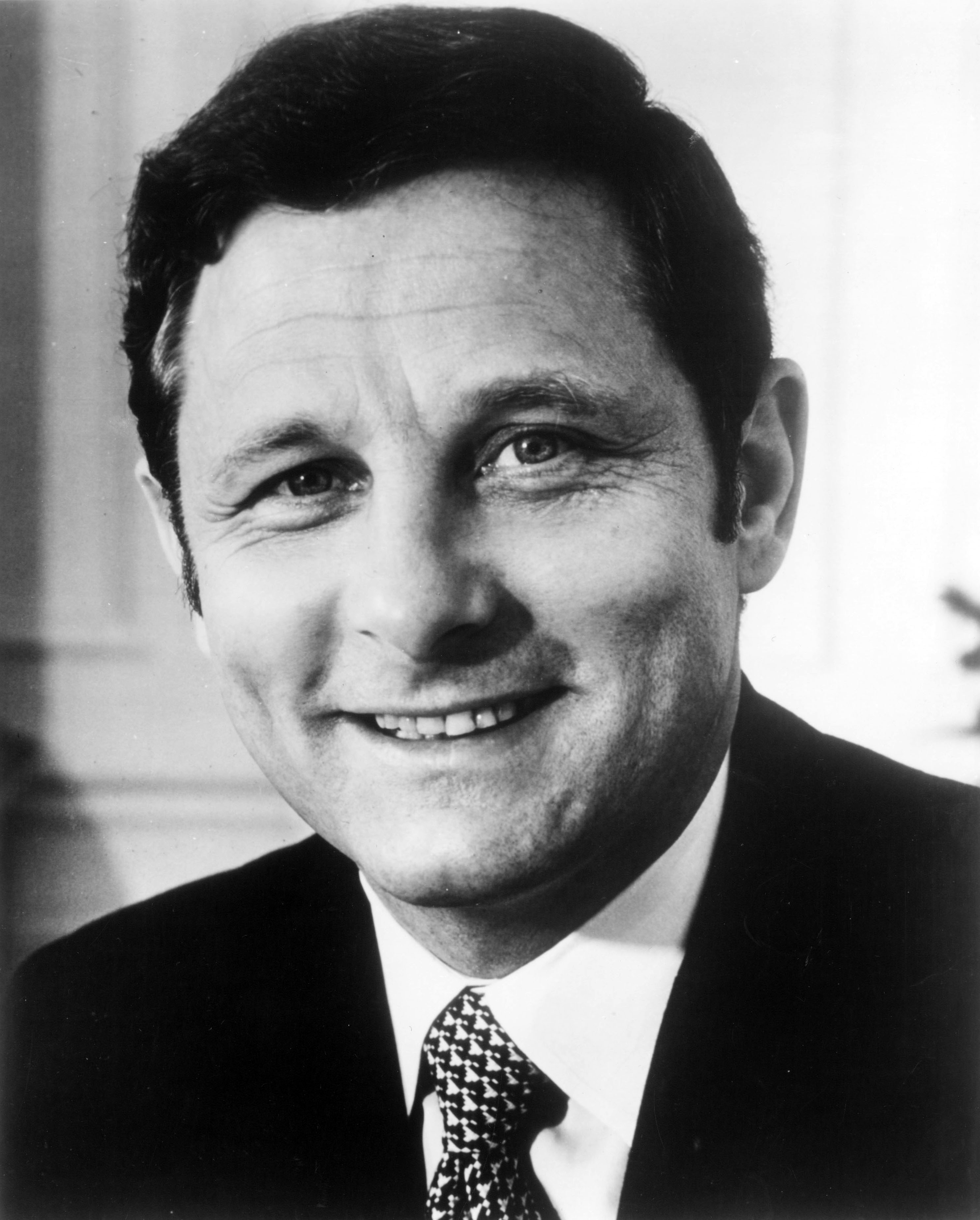
Senator Birch Bayh aus Indiana
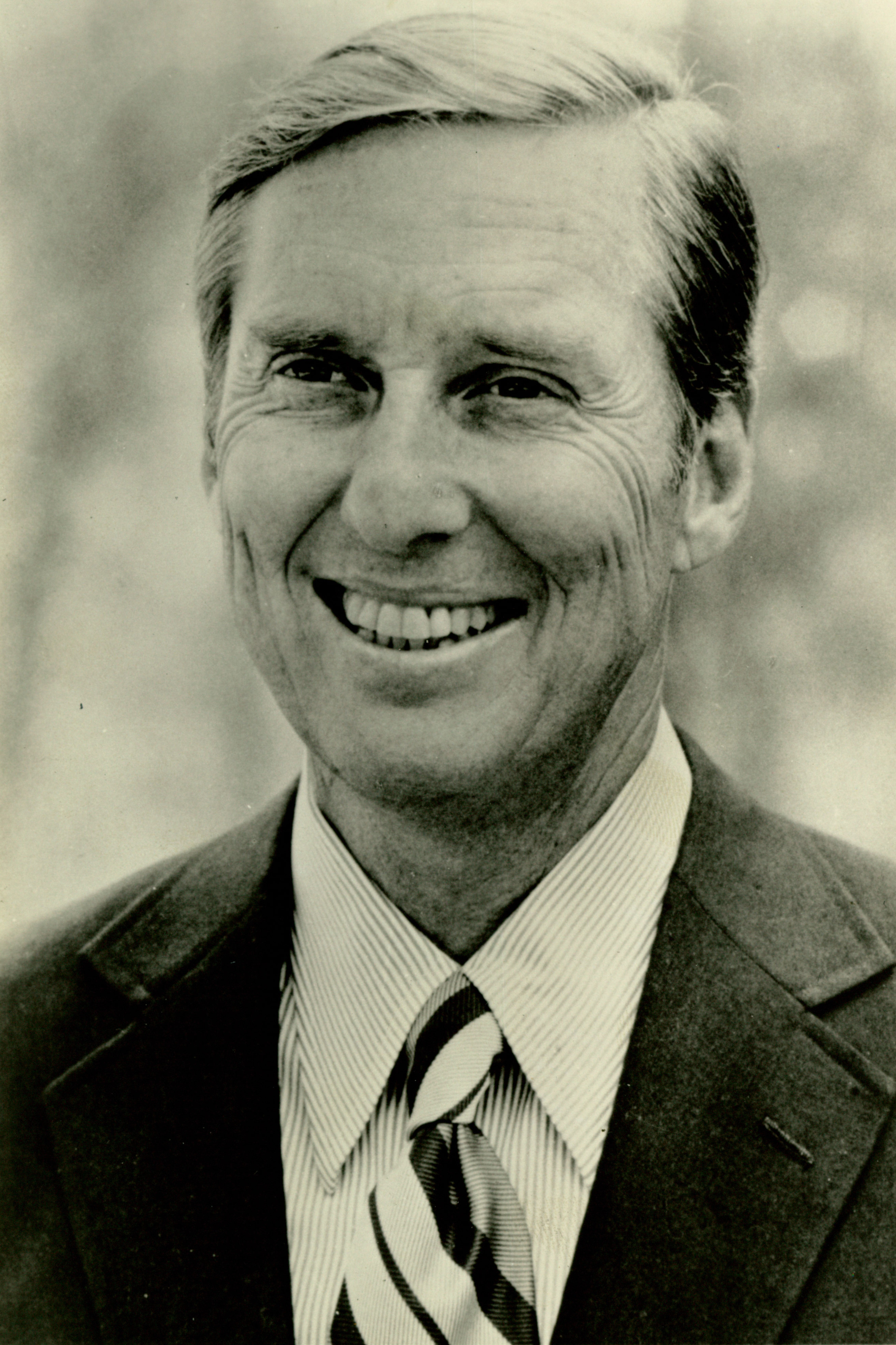
Senator Lloyd Bentsen aus Texas
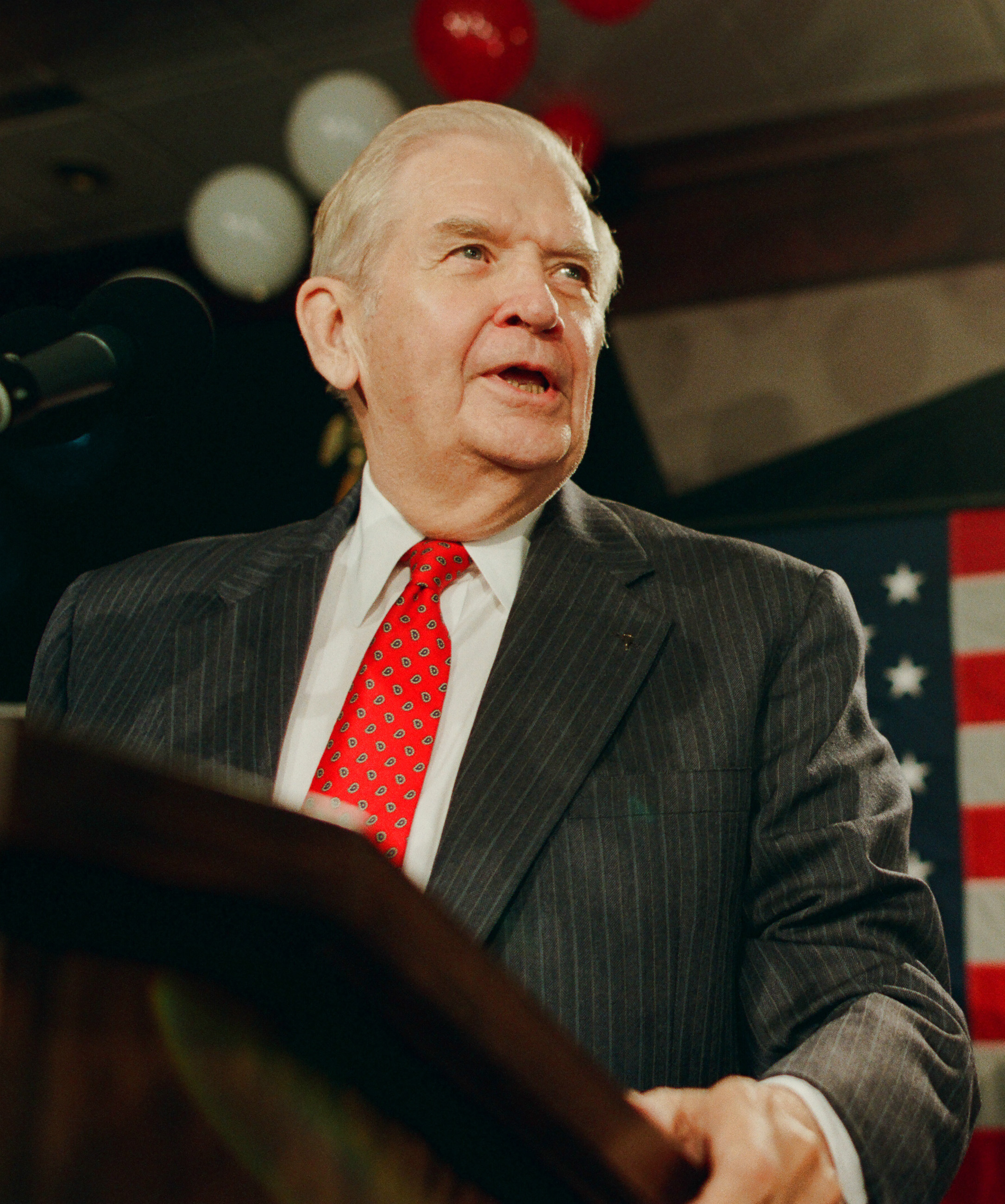
Ehemaliger Gouverneur Terry Sanford aus North Carolina
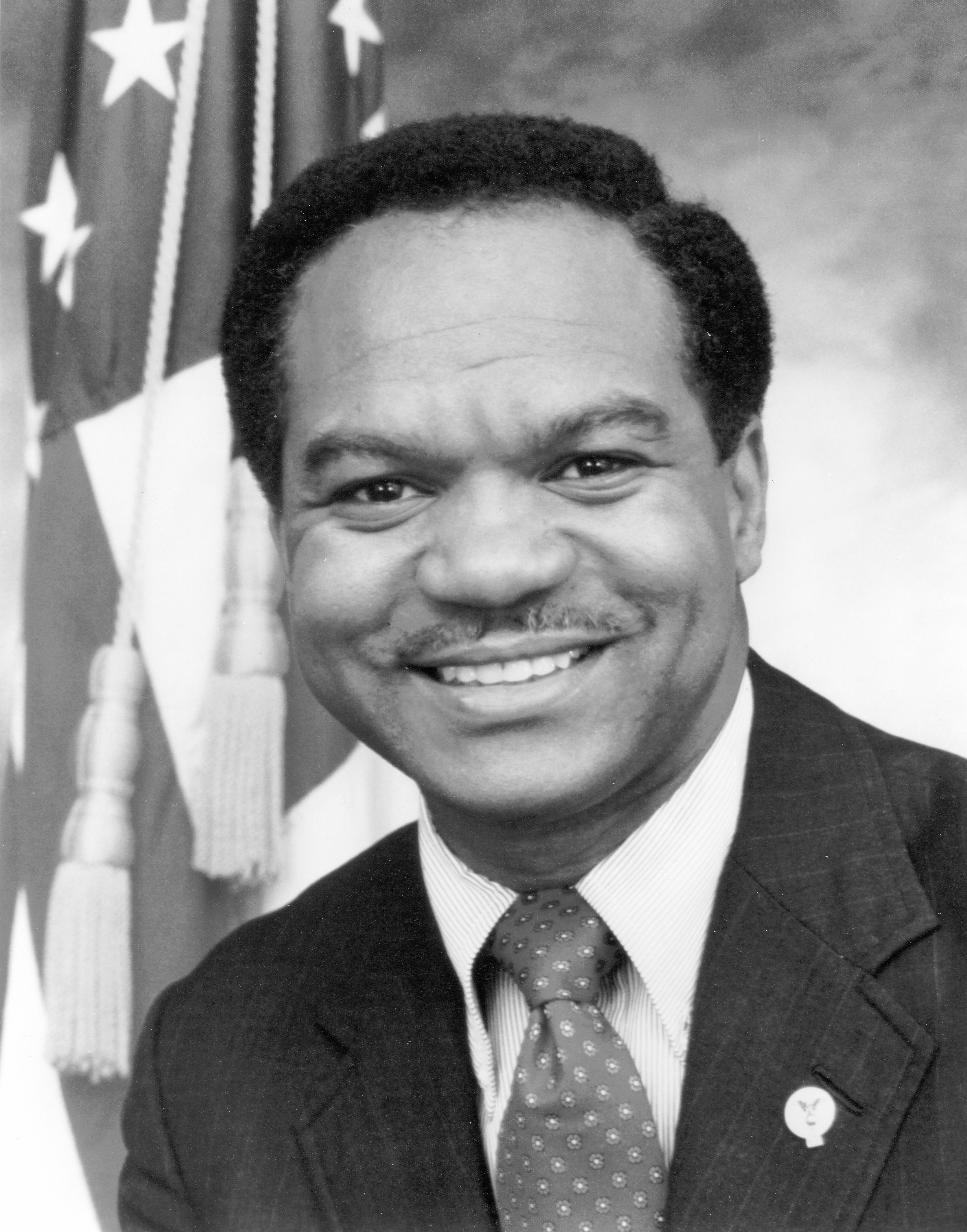
Delegierter Walter E. Fauntroy aus Washington, D.C.

Bei den Demokraten setzte sich der relativ unbekannte Jimmy Carter, ehemals Gouverneur von Georgia, überraschend in den Vorwahlen durch. Senator Walter Mondale aus Minnesota wurde der Kandidat für das Amt des Vizepräsidenten. Der Erdnussfarmer Carter, dessen Mutter auf seine Ankündigung einer Präsidentschaftskandidatur mit der Frage „Präsident wovon?“ reagiert hatte, begann seinen Wahlkampf um mehr als ein Jahr vor allen anderen Kandidaten und konnte mit seiner Selbststilisierung als Außenseiter des Washingtoner Politbetriebes und dem Versprechen „Ich werde euch niemals belügen!“ viele Wähler, die noch unter dem Eindruck des Watergate-Skandals standen, für sich gewinnen. Sein überraschender Sieg bei der ersten Vorwahl in New Hampshire, mit dem er bewies, dass er als Südstaatenpolitiker auch im Norden Wahlen gewinnen konnte, verschaffte ihm große Medienpräsenz und machte ihn überregional bekannt. Nachdem es ihm in weiterer Folge durch eine Reihe von Vorwahlsiegen gelungen war, sowohl den Gouverneur von Alabama, George Wallace, seinen größten Konkurrenten im Süden, als auch Senator Henry M. Jackson aus Washington und den Abgeordneten Mo Udall aus Arizona zur Aufgabe zu zwingen, war sein Vorsprung bei den Parteitagsdelegierten bald so groß, dass weder einige späte Vorwahlsiege des kalifornischen Gouverneurs Jerry Brown noch eine innerparteiliche „Anybody-but-Carter“-Bewegung (auf Deutsch: „Jeder andere als Carter“), die u. a. vergeblich versuchte, den ehemaligen Vizepräsidenten Hubert H. Humphrey erneut zu einer Kandidatur zu bewegen, seine Nominierung als Präsidentschaftskandidat noch ernstlich gefährden konnten.

## Wahlkampf

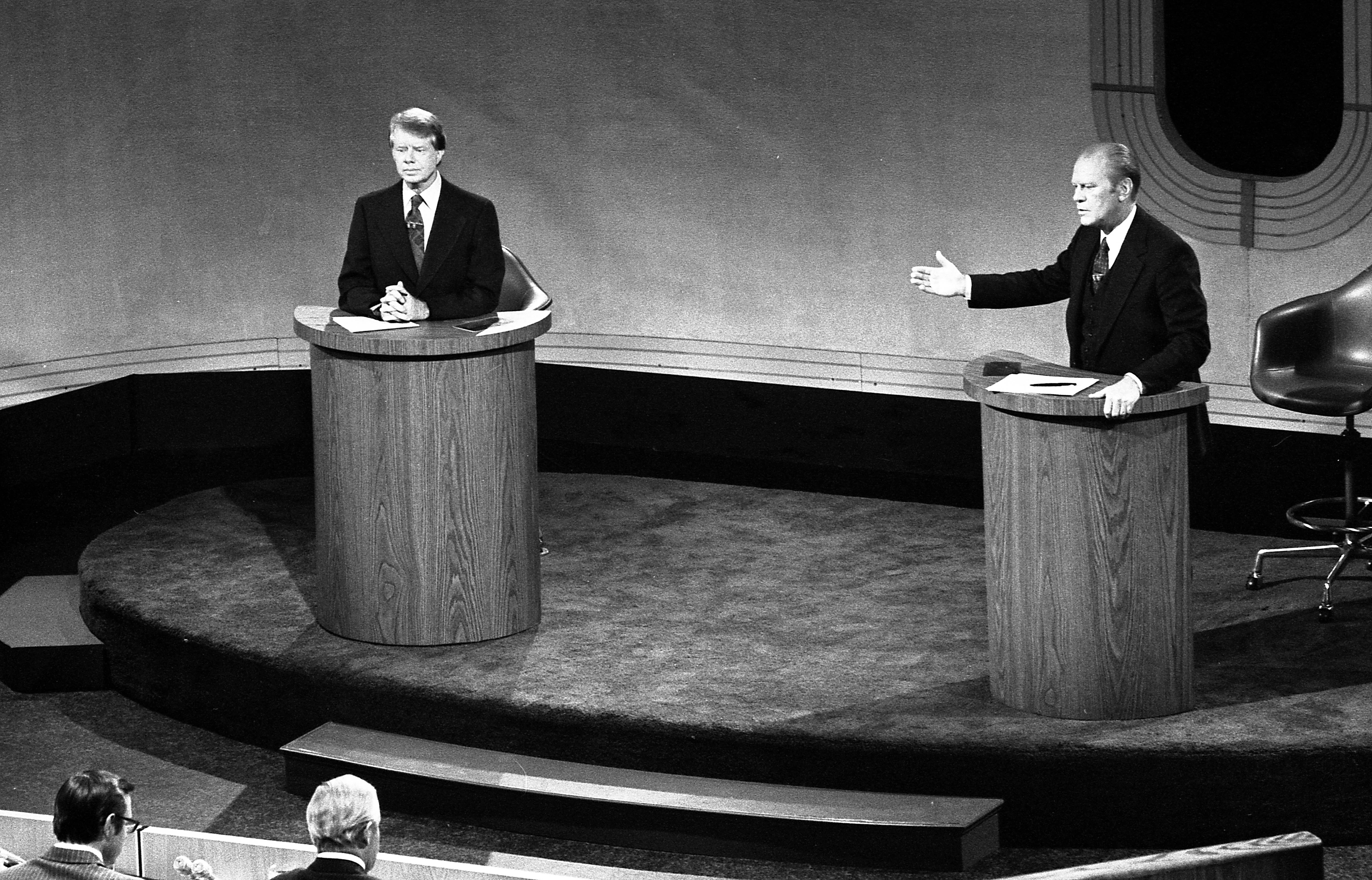
TV-Debatte zwischen Carter (links) und Ford (rechts) am 23. September 1976

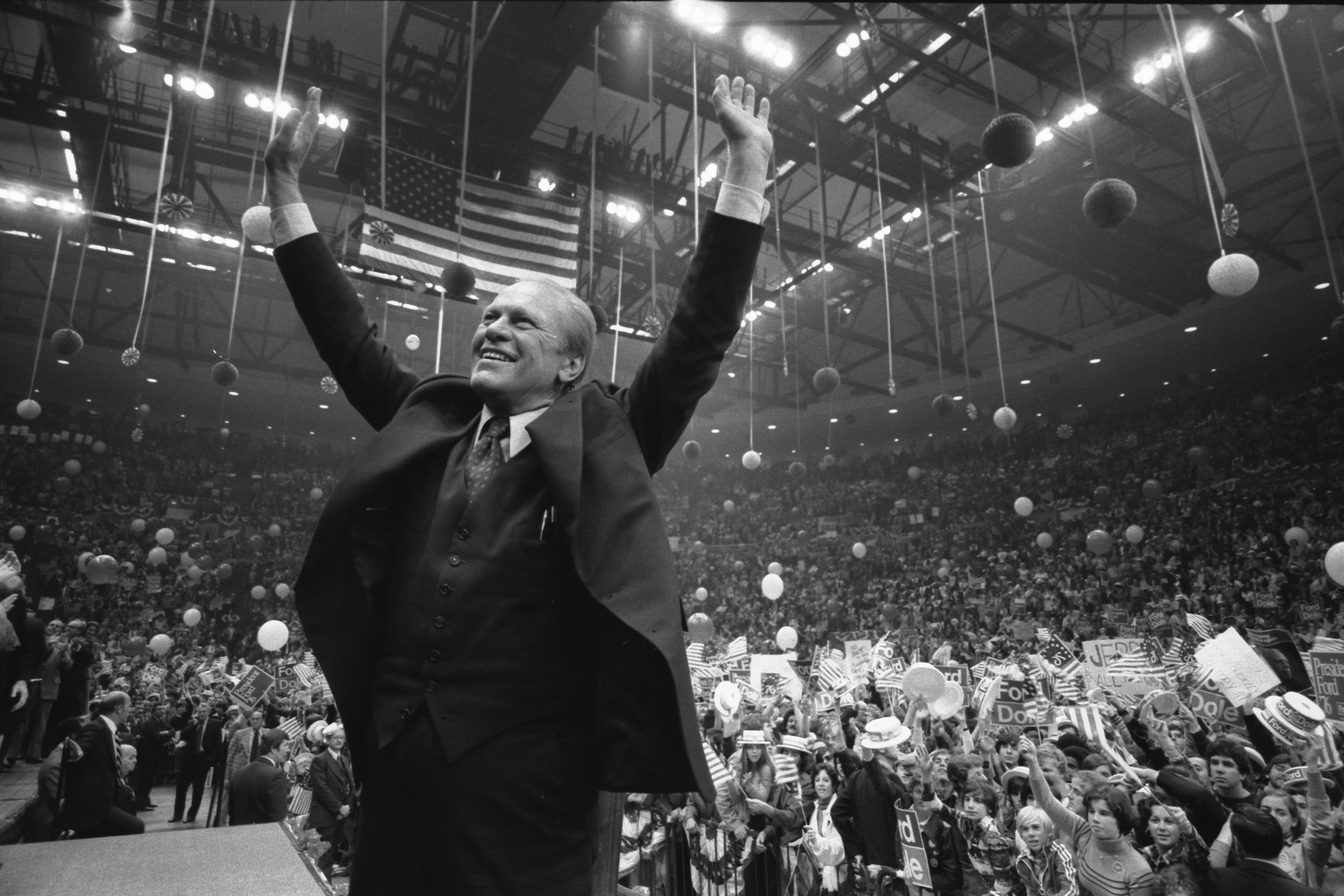
Gerald Ford bei einem Wahlkampfauftritt in den letzten Tagen der Kampagne in New York, 31. Oktober 1976

Das Hauptthema im Wahlkampf war die Watergate-Affäre. Gerald Ford, der nicht daran beteiligt war, wurde von vielen Wählern als zu nah an der in Ungnade gefallenen Nixon-Regierung gesehen. Viele gehen auch davon aus, dass Ford die Wahl verlor, weil er Nixon kurz nach seinem Aufrücken zum Präsidenten begnadigte, wodurch keine Strafverfolgung mehr möglich war. Ford begründete die Begnadigung damit, das Land nicht weiter spalten zu wollen.
Carter hingegen war in der Lage, sich als ehrlichen Reformer darzustellen, und führte während der gesamten Kampagne die Umfragen an. Allerdings holte Ford beständig auf, ehe ihn seine Aussage in der zweiten Fernsehdebatte, wonach es keine sowjetische Dominanz in Osteuropa gebe, womöglich den Sieg kostete. Für beträchtliches Aufsehen sorgte ein Interview Carters mit dem Männermagazin Playboy, in welchem er bekannte, schon öfters „in Gedanken“ Ehebruch begangen zu haben.

## Ergebnis
Die Wahl am 2. November 1976 konnte Carter mit seinem Stimmenvorsprung von zwei Prozent gewinnen. Bemerkenswert an dieser Wahl war, dass Carter nur in 23 Bundesstaaten und der Hauptstadt Washington, D.C. eine Mehrheit erhielt, während Ford in insgesamt 27 Bundesstaaten mehr Stimmen auf sich vereinte. Da die von Carter gewonnenen Staaten jedoch meist bevölkerungsreicher waren und damit mehr Wahlmänner stellten, konnte er im Electoral College 297 Stimmen erringen, während Ford nur 240 Elektoren erringen konnte. Beim Popular Vote, dem Anteil der Stimmen im Volk, war Carters Vorsprung noch knapper. Er konnte 50 Prozent der Stimmen auf sich vereinigen, auf Ford entfielen gut 48 Prozent. Das Wahlergebnis war damit deutlich knapper, als die Umfragen lange Zeit vorhersagten. Ford hatte in den Meinungsumfragen erst in den letzten Wochen des Wahlkampfes deutlich aufholen können, auch wenn es am Ende nicht mehr für einen Sieg reichte.
Außergewöhnlich war auch das extreme Ost-West-Gefälle bei den gewonnenen Staaten. Gerald Ford hatte alle Bundesstaaten im Westen der USA gewonnen, während Carter im Osten in der überwiegenden Anzahl von Staaten vorne war. Jedoch sowohl in den östlichen wie den westlichen Landesteilen gab es Bundesstaaten, wo das Ergebnis sehr knapp ausfiel. Der Mittlere Westen war geteilt. Carter errang auch in den meisten Südstaaten eine Mehrheit, obwohl diese einst demokratisch dominierte Region seit den 1960er-Jahren, als die demokratischen Präsidenten Kennedy und Johnson die Gleichberechtigung von Afroamerikanern förderten, mehr und mehr zu Hochburgen der Republikaner wurden. Carters Erfolg im Süden war jedoch lediglich ein kurzfristiges Comeback des sogenannten Solid South. Nach ihm gewannen in Alabama, Mississippi, South Carolina und Texas ausschließlich republikanische Präsidentschaftskandidaten. Bill Clinton – ebenfalls Südstaatler – triumphierte 1992 und 1996 in Arkansas, Kentucky, Louisiana und Tennessee sowie 1992 in Georgia und 1996 in Florida, danach gewannen demokratische Präsidentschaftskandidaten lediglich bei einzelnen Wahlen in Florida (Obama 2008 und 2012), Georgia (Biden 2020), North Carolina (Obama 2008) und Virginia (Obama 2008 und 2012, Hillary Clinton 2016 und Biden 2020).
Bei einem Sieg Gerald Fords hätte dieser bei der Wahl 1980 nicht erneut antreten können, da er in der zurückliegenden Amtszeit mehr als die halbe Dauer das Präsidentenamt bekleidete.
| Kandidat           | Partei | Partei                     | Stimmen    | Stimmen | Wahlmänner |
| Kandidat           | Partei | Partei                     | Anzahl     | Prozent | Wahlmänner |
| ------------------ | ------ | -------------------------- | ---------- | ------- | ---------- |
| Jimmy Carter       |        | Demokrat                   | 40.831.881 | 50,1 %  | 297        |
| Gerald Ford        |        | Republikaner               | 39.148.634 | 48,0 %  | 240        |
| Ronald Reagan      |        | Republikaner               | 0          | 0,0 %   | 1          |
| Eugene McCarthy    |        | parteilos                  | 740.460    | 0,9 %   | —          |
| Roger MacBride     |        | Libertarian Party          | 172.557    | 0,2 %   | —          |
| Lester Maddox      |        | American Independent Party | 170.274    | 0,2 %   | —          |
| Thomas J. Anderson |        | American Party             | 158.271    | 0,2 %   | —          |
| Peter Camejo       |        | Socialist Workers Party    | 90.986     | 0,1 %   | —          |
| Gus Hall           |        | Kommunistische Partei      | 58.709     | 0,1 %   | —          |
| Margaret Wright    |        | People’s Party             | 49.013     | 0,1 %   | —          |
| Lyndon LaRouche    |        | U.S. Labor Party           | 40.043     | 0,0 %   | —          |
| Andere             | Andere | Andere                     | 70.785     | 0,1 %   | —          |
| Gesamt             | Gesamt | Gesamt                     | 81.531.584 | 100 %   | 538        |

270 Stimmen waren für die Wahl zum Präsidenten notwendig. Ronald Reagan, der gar nicht zur Wahl angetreten war und keine Stimmen vom Volk bekommen hatte, erhielt eine Wahlmännerstimme aus Washington. Der abtrünnige republikanische Wahlmann Mike Padden, ein sogenannter unfaithful elector, wollte damit gegen die Abtreibungspolitik protestieren.